# Умиротворяване на Манджоу-Го
Умиротворяването на Манджоу-Го е японска контрапартизанската кампания за потушаване на въоръжената съпротива в новосъздадената марионетна държава Манджоу-Го по време на Втората китайско-японска война. Техен опонент са различни доброволчески армии в окупирана Манджурия и по-късно комунистическата Североизточна обединена антияпонска армия. Операциите са проведени от имперската Квантунска армия и колаборационистките сили на правителството на Манджоу-Го от март 1932 г. до 1942 г. и водят до победа на Япония.